# Adèle Caby-Livannah
Adèle Caby-Livannah là một nhà văn đến từ Cộng hòa Congo sinh năm 1957. Từ năm 1983, bà là một thủ thư ở trường Mante, Pháp. Bà chủ yếu là một nhà văn tiểu thuyết ngắn với ít nhất hai bộ sưu tập.